# زوميري
زوميري (بالألمانية: Sommeri) هي إحدى بلديات مقاطعة أربون في كانتون تورغاو في سويسرا. تبلغ مساحتها 4.2 كيلومتر مربع، ويقدر عدد سكانها بـ 520 نسمة (حسب تعداد ديسمبر 2015).